# Barn av vår tid
Se även Barn av vår tid (film) och Barn av vår tid (sång)
Barn av vår tid är ett studioalbum av Nationalteatern, utgivet på LP (031-16) 1978 på skivbolaget Nacksving. 1986 utkom det i en ommastrad LP på Public Road Records (TR 031-16) och 1991 på CD på skivbolaget MNW (MNWCDR 11).
Gruppen hade till en början inte tillräckligt med skrivet material för att fylla en hel skiva och tog därför med två låtar ("Kolla kolla" och "Spisa") från ungdomspjäsen Speedy Gonzales II, som man spelat 1974. Dessa var skrivna av Anders Melander, medan resterande fem spår var skrivna av Ulf Dageby. Titelspåret är en av gruppens mest kända kompositioner. Även låten "Men bara om min älskade väntar", en tolkning av Bob Dylans "Tomorrow Is a Long Time" har blivit känd och spelats in av flera andra artister.
Skivan spelades in i december 1977 i Nacksvings mobila studio. Ljudtekniker var Johannes Leyman och bland de medverkande musikerna fanns Dageby, Totta Näslund, Hans Wiktorsson och Anki Rahlskog.

## Låtlista
Sida A
1. "Popens Mussolinis" – 4:30 (Ulf Dageby)
2. "Kolla kolla" – 4:42 (Anders Melander)
3. "Spisa" – 7:05 (Melander)

Sida B
1. "Ingelas sång" – 3:06 (Dageby)
2. "Barn av vår tid" – 7:20 (Dageby)
3. "Men bara om min älskade väntar" – 2:45 ("Tomorrow Is a Long Time", Bob Dylan, svensk text: Dageby)
4. "Ge mig mitt liv nu!" – 3:10 (Dageby)

## Medverkande
- Ulf Dageby – brass, gitarr, sång
- Maria Grahn – trummor, sång
- Lars Jakobsson – bas, omslag, layout
- Johannes Leyman – ljudtekniker, keyboards
- Hans Mosesson – flöjt, sång
- Totta Näslund – gitarr, sång
- Anki Rahlskog – bas, sång
- Håkan Wennberg – bas
- Hans Wiktorsson – trummor, slagverk

## Listplaceringar
| Lista (1978) | Topplacering |
| ------------ | ------------ |
| Sverige      | 3            |

### Fotnoter
1. ↑  ”Barn av vår tid”. Svensk mediedatabas. http://smdb.kb.se/catalog/search?q=Nationalteatern+Barn+av+v%C3%A5r+tid+typ%3Afonogram&sort=OLDEST. Läst 5 februari 2013.
2. ↑  ”Barn av vår tid”. Discogs.com. http://www.discogs.com/Nationalteatern-Barn-Av-V%C3%A5r-Tid/release/807590. Läst 5 februari 2013.
3. ↑  Placeringar på den svenska albumlistan